# Fügen (Zillertal)
Fügen je obec v Rakousku ve spolkové zemi Tyrolsko v okrese Schwaz.
Žije zde přibližně 4 200  obyvatel.

## Geografie
Fügen je považován za hlavní město předního Zillertalu. Obec leží na širokém náplavovém kuželu potoka Risch. Obec se skládá z obce Fügen s 2716 obyvateli a obcí Gagering (rotte) na severu se 187 obyvateli, Kapfing (vesnice) na jihu s 990 obyvateli a bývalé průmyslové osady Kleinboden am Finsingbach na jihozápadě s 390 obyvateli (k 1. lednu 2022). 

### Sousední obce
Obec sousedí s obcí Schlitters na severu, s obcí Bruck am Ziller na severovýchodu, s obcí Hart im Zillertal na východě, s obcí Udems na jihu a s obcí Fügenberg na západě.

## Historie
Urnové hroby nalezené v Kapfingu v roce 1982 dokládají rané osídlení v době bronzové. První písemná zmínka o Finsingu pochází z roku 927, kde je uváděn jako Funzina, samotný Fügen až kolem roku 1140/49 je uváděn jako Fugnæ. Písemné zmínky o Fugine se objevují přibližně ve stejné době. Z církevního hlediska patřil Fügen do diecéze Brixen, ale z hlediska státního práva patřil až do roku 1803 do arcidiecéze Salzburg. Fügen byl po určitou dobu Dingstätte salcburského dvora Zell.
Velké útrapy třicetileté války vedly 19. května 1645 k povstání fügenských sedláků proti jejich panovníkovi, salcburskému arcibiskupovi, kterému dlužili desátky. K tomuto povstání se připojili všichni zillertálští sedláci, kteří podléhali salcburskému arcibiskupovi.
V roce 1678 byl jmenován samostatný soudce pro salcburský soud ve Fügenu, který byl v roce 1849 označen za okresní soud. V roce 1923 byl soudní okres Fügen přidělen k okresnímu soudu v Zell am Ziller.
Od 15. století získával Fügen na významu jako průmyslové centrum údolí; vyráběly se zde dělové koule, pancéřové pláty i plech. V roce 1697 postavila železářská společnost Fügen hrabat Fiegerů železárnu v Kiefersfeldenu (Bavorsko). Na konci 19. století musel být provoz kvůli konkurenci ukončen.

## Znak
Blason: V červeném poli stříbrná motyka otočená ostřím doprava nad stříbrným tuřínem se třemi listy.
Obecní znak udělený v roce 1964 připomíná dva významné šlechtické rody, které ve Fügenu sídlily. Motyka byla mluvícím erbem Haklů, bílý tuřín pochází z erbu Keutschachů.

## Galerie

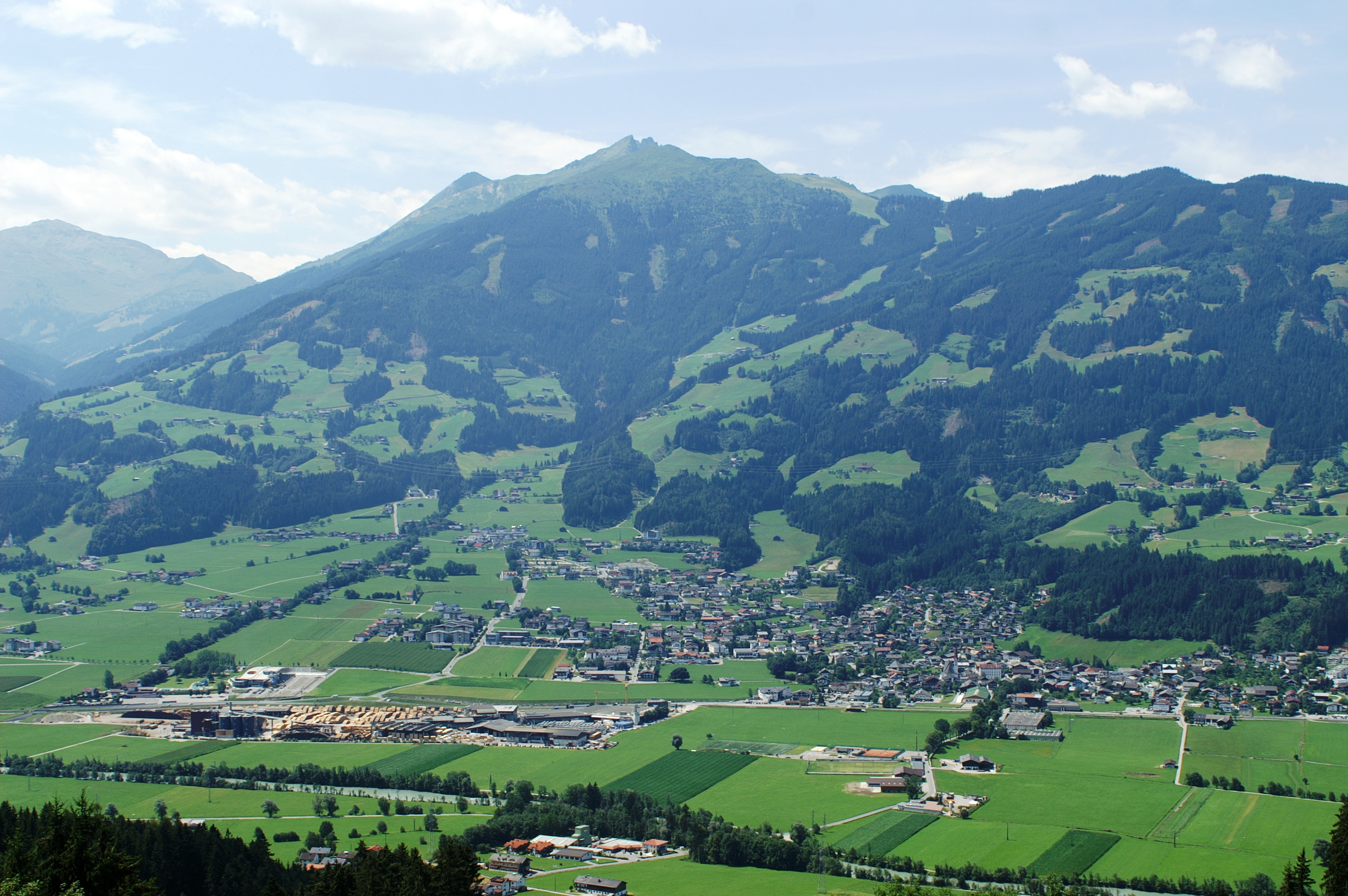
Fügen, za ním Spieljoch, vlevo v pozadí Gilfert
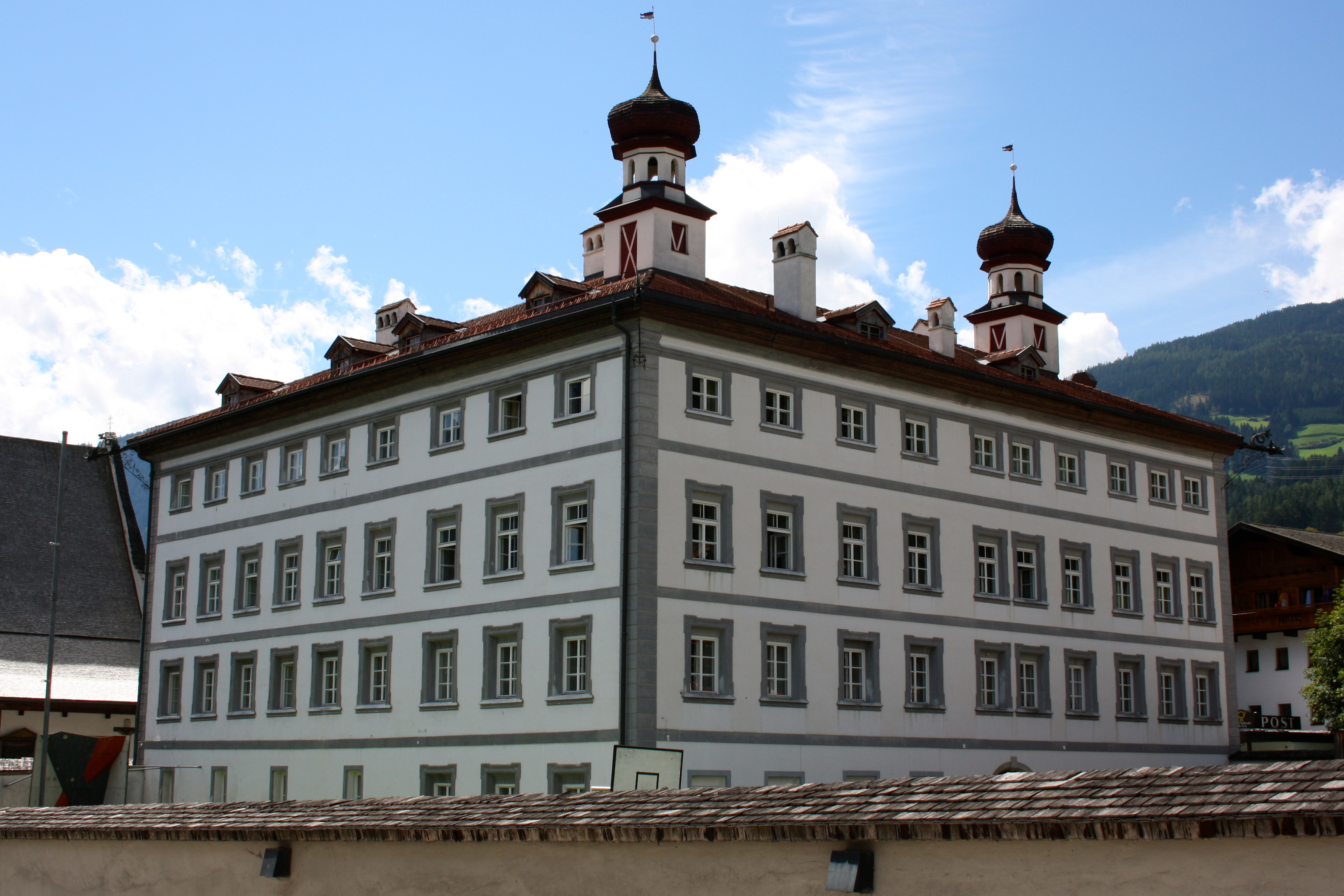
Zámek ve Fügenu
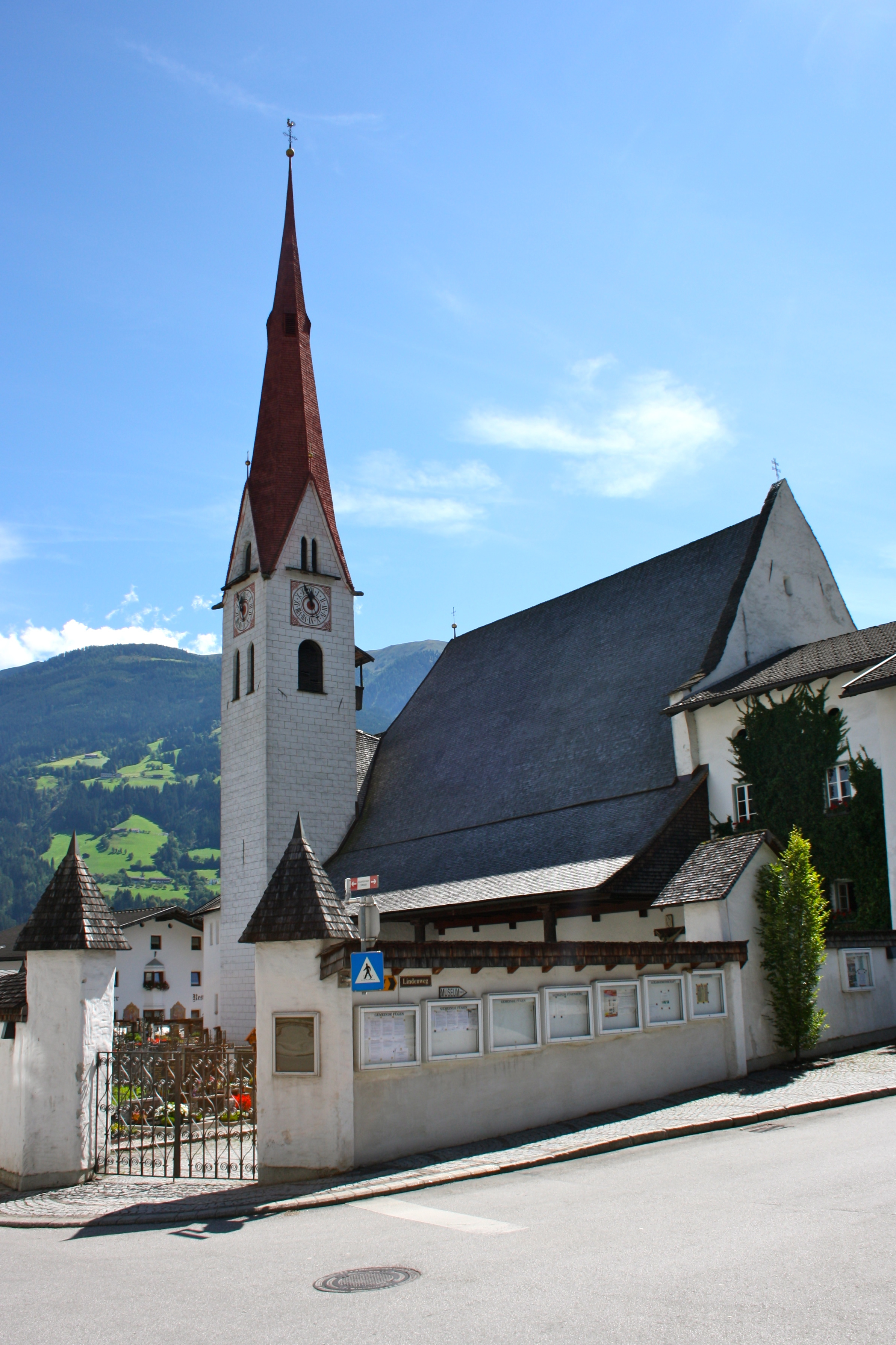
Farní kostel Nanebevzetí Panny Marie ve Fügenu